# Anomodon rotundatus
Anomodon rotundatus är en bladmossart som beskrevs av Jean Édouard Gabriel Narcisse Paris och Brotherus 1909. Anomodon rotundatus ingår i släktet baronmossor, och familjen Thuidiaceae. Inga underarter finns listade i Catalogue of Life.